# بئالانانا
بئالانانا (به لاتین: Bealanana) یک منطقهٔ مسکونی در ماداگاسکار است که در بالانانا واقع شده‌است. بئالانانا ۱۴٬۰۰۰ نفر جمعیت دارد و ۱٬۰۷۳ متر بالاتر از سطح دریا واقع شده‌است.